# 1995 UJ4
1995 UJ4 är en asteroid i huvudbältet som upptäcktes den 20 oktober 1995 av den japanska astronomen Takao Kobayashi vid Ōizumi-observatoriet.
Asteroiden har en diameter på ungefär 15 kilometer och den tillhör asteroidgruppen Eos.